# Philipp Bader
Philipp Bader (* 18. Juli 1996) ist ein österreichischer Fußballspieler.

## Karriere
Bader begann seine Karriere beim UFC St. Martin/L. 2011 wechselte er zum FC Pinzgau Saalfelden. 2012 kam er zum SV Gmunden. Zur Saison 2013/14 kehrte er als Leihspieler zum UFC St. Martin/L. zurück.
Im Jänner 2014 wechselte er ein zweites Mal zum SV Gmunden. Sein Debüt in der OÖ Liga gab er im März 2014, als er am 16. Spieltag der Saison 2013/14 gegen den SV Freistadt in der 78. Minute für Peter Augustini eingewechselt wurde.
Zur Saison 2016/17 wechselte Bader zum Regionalligisten SK Vorwärts Steyr. Sein erstes Spiel in der Regionalliga absolvierte er im Juli 2016, als er am ersten Spieltag jener Saison gegen den SV Grieskirchen in der Startelf stand.
2018 stieg er mit Steyr in die 2. Liga auf. Sein Debüt in der zweithöchsten Spielklasse gab er im Juli 2018, als er am ersten Spieltag der Saison 2018/19 gegen die SV Ried von Beginn an zum Einsatz kam. Nach der Saison 2018/19 verließ er Steyr. Nach einem halben Jahr ohne Verein wechselte er im Jänner 2020 zum viertklassigen SK St. Johann.

## Persönliches
Sein Bruder Christoph (* 1997) ist ebenfalls Fußballspieler und hatte bislang (Stand: 2025) den exakt gleichen Werdegang, da das Brüderpaar stets zusammen den Verein wechselte.